# Südjütische Querbahn

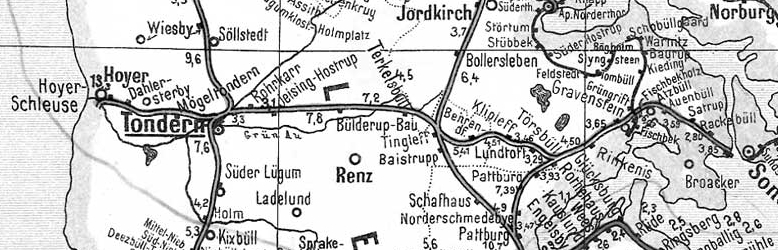
Streckenführung aus dem Atlas der Eisenbahnen von Mitteleuropa 1902

Die Südjütische Querbahn (dänisch Sønderjyske tværbane) war eine Bahnstrecke, die in mehreren Abschnitten von Højer nach Sønderborg führte.

## Geschichte
Gebaut wurden die Streckenabschnitte zu der Zeit, in der der südliche Teil Jütlands als Nordschleswig zu Deutschland gehörte. Der erste Abschnitt zwischen Tønder und Tinglev wurde bereits am 26. Juni 1867 seiner Bestimmung übergeben. Zuletzt ging die Strecke Sønderborg–Tinglev am 15. Juli 1901 in Betrieb.
Aufgrund des Ergebnisses der nach dem Friedensvertrag von Versailles vorgenommenen Volksabstimmung in Schleswig trat Deutschland Nordschleswig/Sydjylland am 15. Juni 1920 an Dänemark ab. In der Folge übernahmen die Dänischen Staatsbahnen die Gesamtstrecke.

## Betrieb
Die Südjütische Querbahn bestand aus folgenden Bahnstrecken:
- Højer Sluse–Tønder (eröffnet am 15. Juni 1892, stillgelegt am 31. März 1962) – Anschluss mit Fähre nach Sylt.
- Tønder–Tinglev (eröffnet am 26. Juni 1867, stillgelegt 2002)
- Tinglev–Sønderborg (eröffnet am 15. Juli  1901)

Es gab keinen durchgehenden Zugverkehr zwischen Højer Sluse und Sønderborg, es musste immer in Tønder umgestiegen werden. Die Strecke von Tønder nach Højer Sluse diente vorrangig dem Anschluss der Marschbahn zur Fähre nach Sylt.
Es wird nur noch die Strecke zwischen Tinglev und Sønderborg befahren.